# Олексіївка (Лозівська міська громада)
Олексі́ївка —  село в Україні, у Лозівській міській громаді Лозівського району Харківської області. Населення становить 107 осіб. До 2020 орган місцевого самоврядування — Миколаївська сільська рада.

## Географія
Село Олексіївка знаходиться на річці Мала Тернівка, вище за течією на відстані 5 км розташоване село Нова Іванівка, нижче але течією на відстані 2 км розташоване село Миколаївка.

## Історія
1893 — засноване як хутір Дмитрівка.
1919 — перейменованн в село Олексіївка.
12 червня 2020 року, відповідно до Розпорядження Кабінету Міністрів України  № 725-р «Про визначення адміністративних центрів та затвердження територій територіальних громад Харківської області», увійшло до складу Лозівської міської громади.
17 липня 2020 року, в результаті адміністративно-територіальної реформи та ліквідації колишнього Лозівського району (1923—2020), увійшло до складу новоутвореного Лозівського району Харківської області.

## Населення

### Мова
Розподіл населення за рідною мовою за даними :
| Мова       | Кількість | Відсоток |
| ---------- | --------- | -------- |
| українська | 96        | 89.72%   |
| російська  | 11        | 10.28%   |
| Усього     | 107       | 100%     |